# Edmond Halley
Edmond Halley (Haggerston kraj Londona, 8. studenog 1656. – Greenwich, 14. siječnja 1742.), engleski astronom i geodet. Predavao geometriju na Oxfordskom sveučilištu, bio ravnatelj opservatorija u Greenwichu (Kraljevski astronom od 1720. do smrti). Predvidio je povratak kometa godine 1758. koji je po njemu dobio ime Halleyjev komet. Na primjeru kometa koji je nazvan po njemu (Halleyjev komet), otkrio vlastito gibanje zvijezda i periodičnost pojava kometa; tomu je kometu s pomoću Newtonove zakona gravitacije odredio elemente staze (putanje). Razradio metodu za određivanje Sunčeve paralakse prolaskom Venere ispred Sunca. Ispitivao je staze planeta (otkrio je vlastito gibanje zvijezda što je ukazalo da zvijezde nisu statični objekti.), izradio katalog zvijezda južnoga neba (katalogirizirao je 341 zvijezdu), opažao polarnu svjetlost i Zemljino magnetsko polje. Izradio prvu kartu vjetrova iznad oceana. Godine 1703. istraživao pogodnost Jadranskog mora za zimovanje britanske flote, pa je tom prilikom obavljao hidrografska mjerenja u Tršćanskom i Bakarskom zaljevu.
Na temelju Newtonove teorije Halley je 1705. objavio rad o ponavljajućoj pojavi sjajnog kometa svakih 75 i 76 godina, tvrdeći da se radi o istom tijelu, čija staza leži između Sunca i Jupitera. Predvidio je ponovni prolazak kometa 1758. ili 1759. To je slavnog astronoma potaknulo da ode proročici koja mu je prorekla da će živjeti duže od stotinu godina. Ohrabren proročanstvom, Halley je nestrpljivo brojio godine. No, 86. godina bila je kraj njegova života. Komet je prvi spazio njemački astronom amater Johann Palitzch u prosincu 1758. što je potvrdilo Halleyjeve proračune te je to nebesko tijelo njemu u čast nazvan Halleyjev komet.
Godine 1690. dizajnirao je Halleyjevo zvono, koje je roniocima omogućilo duži ostanak pod vodom.
Najvažnija su mu djela Katalog južnih zvijezda i Pregled astronomije kometa. Dobar prijatelj bio mu je John Harrison.

## Halleyjev komet
Halleyjev komet je prvi komet koji je prepoznat kao stalan član Sunčeva sustava. Nazvan prema E. Halleyju koji ga je opažao 1682. te povezao s prethodnim pojavama iz god. 1531. i 1607., za koje je utvrdio da ih je bilo oko 30, počevši od 476. pr. Kr. Prosječan period obilaska iznosi 76 godina, a mijenja se od 74 do 79 godina. Giba se retrogradno (nagib prema ravnini ekliptike 162,262°) veoma izduženom stazom (ekscentricitet 0,967), pa se Suncu približi na 0,586 astronomskih jedinica, odnosno udalji na 35,082 astronomskih jedinica. Posljednji put prošao je kroz perihel 9. veljače 1986. Izbliza su ga proučavale svemirske letjelice Giotto, Sakigake, Suisei i Vega. Snimka s Giotta pokazuje izduženu jezgru izmjera 7,2 km × 7,2 km × 15,3 km. Iz vrlo tamnog tla na osunčanoj površini jezgre izbijali su mlazovi isparene tvari (leda i prašine) u obliku gejzira. Sljedeći prolaz očekuje se 2061.
Kao i drugi kometi, i Halleyjev je potekao iz sferičnog roja bilijuna kometa što okružuju Sunčev sustav. Taj se Oortov oblak (nazvan tako prema nizozomskom astronomu Janu Hendriku Oortu), nalazi otprilike godinu svjetlosti daleko od Sunca te se vjerojatno sastoji od razmjerno gustog unutrašnjeg i rjeđe naseljenog vanjskog oblaka. Povremeno poneki oblak međuzvjezdanoga plina u prolazu iz Oortova oblaka izbaci komet i tako on počinje svoj polagani dugi pad prema Suncu. Kometi Suncu prilaze sa svih strana, poneki od njih i eliptičnim stazama tako dugim da im za jedan obilazak trebaju milijuni godina. Drugi se pak, poput Halleyjeva, gibaju po razmjerno kratkim putanjama.
Halleyjev komet se giba retrogradno, to jest u smjeru kazaljke na satu, dok se planeti gibaju obratno. Njegova jezgra se okreće - to je zapravo prljava gruda snijega duga oko 15 kilometara i široka oko 10. Površina mu je išarana brdima i dolinama, a kora mu je tako tamna da je to jedno od najcrnijih tijela u Sunčevu sustavu, jer odražava samo oko 4% pristiglog svjetla. Kad se komet približi Suncu, džepovi leda u jezgri pretvaraju se u plin, pa izlijeću skupa s oblacima prašine.  Ti se plinovi i prašina drže jezgre kao magla te stvaraju komu (kosu) kometa koja se širi i preko 100 000 kilometara u svemir. Ta koma izgleda gusta kao dim, ali je tako rasplinuta da je punih 300 milijardi puta rjeđa od zraka. Još je rjeđa aureola vodika koja okružuje glavu i proteže se milijunima kilometara.
Sljedeće pojavljivanje Halleyjeva kometa u unutarnjem Sunčevom sustavu predviđa se 2061.